# Terung Wetan
Terung Wetan is een bestuurslaag in het regentschap Sidoarjo van de provincie Oost-Java, Indonesië. Terung Wetan telt 2127 inwoners (volkstelling 2010).